# Sint-Bonifatiuskerk (Leeuwarden)
De Sint-Bonifatiuskerk in Leeuwarden is een rooms-katholieke kerk gewijd aan de HH. Bonifatius en Gezellen. Zij vormt een van de hoogtepunten uit de carrière van architect P.J.H. Cuypers. Het koororgel is van de Franse orgelbouwer Aristide Cavaillé-Coll. Dit orgel was oorspronkelijk gebouwd voor het Sint-Willibrordus College in Katwijk.

## Geschiedenis
De kerk werd tussen 1882 en 1884 gebouwd. Zij is een grote driebeukige kruisbasiliek in neogotische stijl. De kerktoren wordt bekroond door een hoge houten spits naar voorbeeld van die van de Sint-Pancraskerk in Enkhuizen. Op 3 januari 1976 brak de spits tijdens een zeer zware storm af. In 1979-1980 werd zij herbouwd volgens het originele ontwerp.
Het koor heeft een bijzonder lage apsis met tentdak, omsloten door een smalle omgang. Deze constructie is zeer waarschijnlijk afgekeken van de Nidaros-domkerk in Trondheim, waarvan de restauratie juist in die tijd werd afgerond.
Toen de kerk werd gebouwd bestond er een kans dat Leeuwarden bisschopszetel zou worden; met het oog daarop werd er een bisschoppelijk paleis bij de kerk gebouwd. Toen de bisschopszetel naar Groningen ging werd dit paleis ingericht als ziekenhuis.
In 1938 werd ter gelegenheid van het zilveren priesterjubileum van pastoor Th.R. Holtmann op het plein voor de kerk een beeld van Christus Koning geplaatst, gemaakt door Wim Harzing.

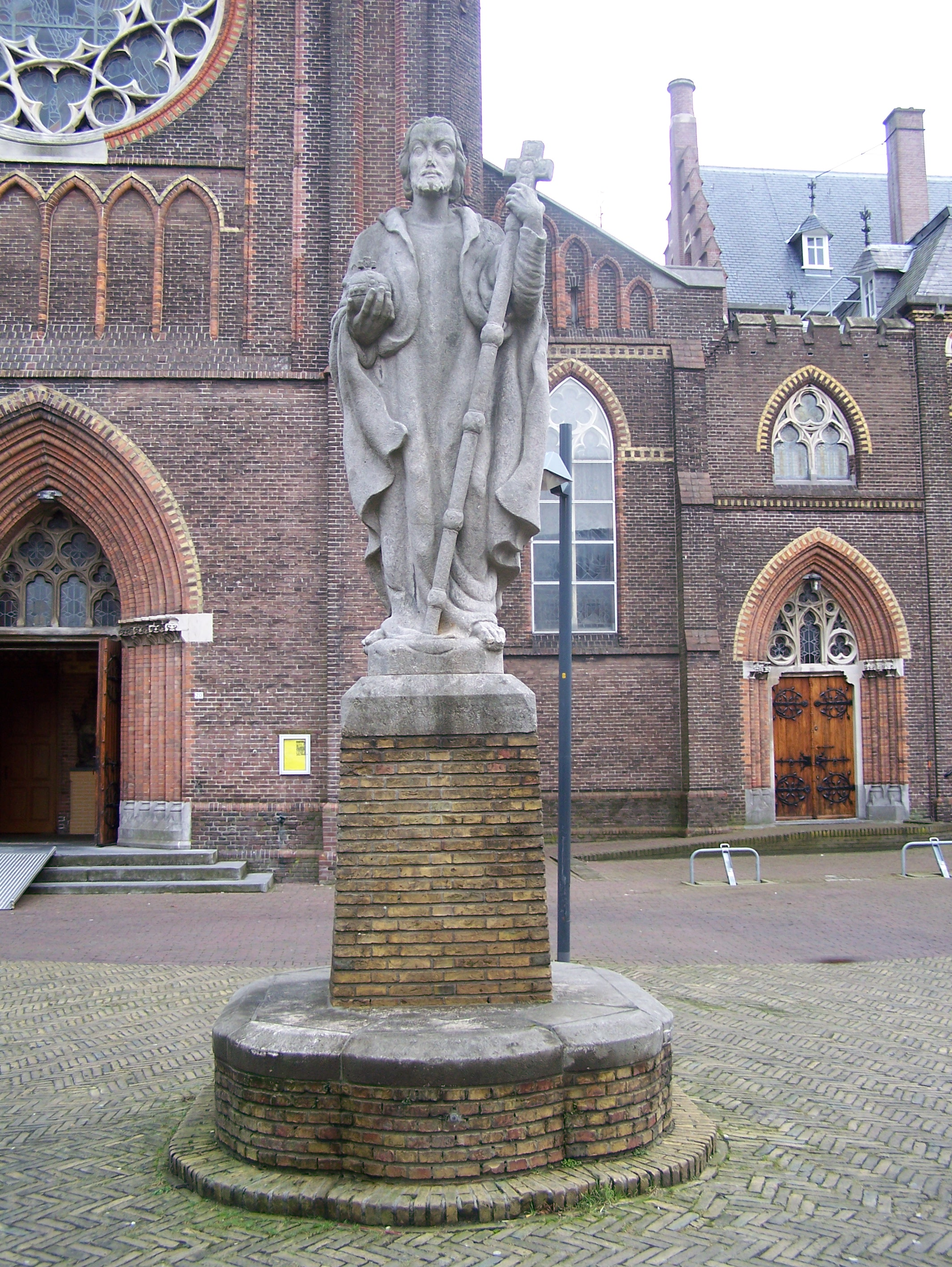
Beeld van Christus Koning op het plein
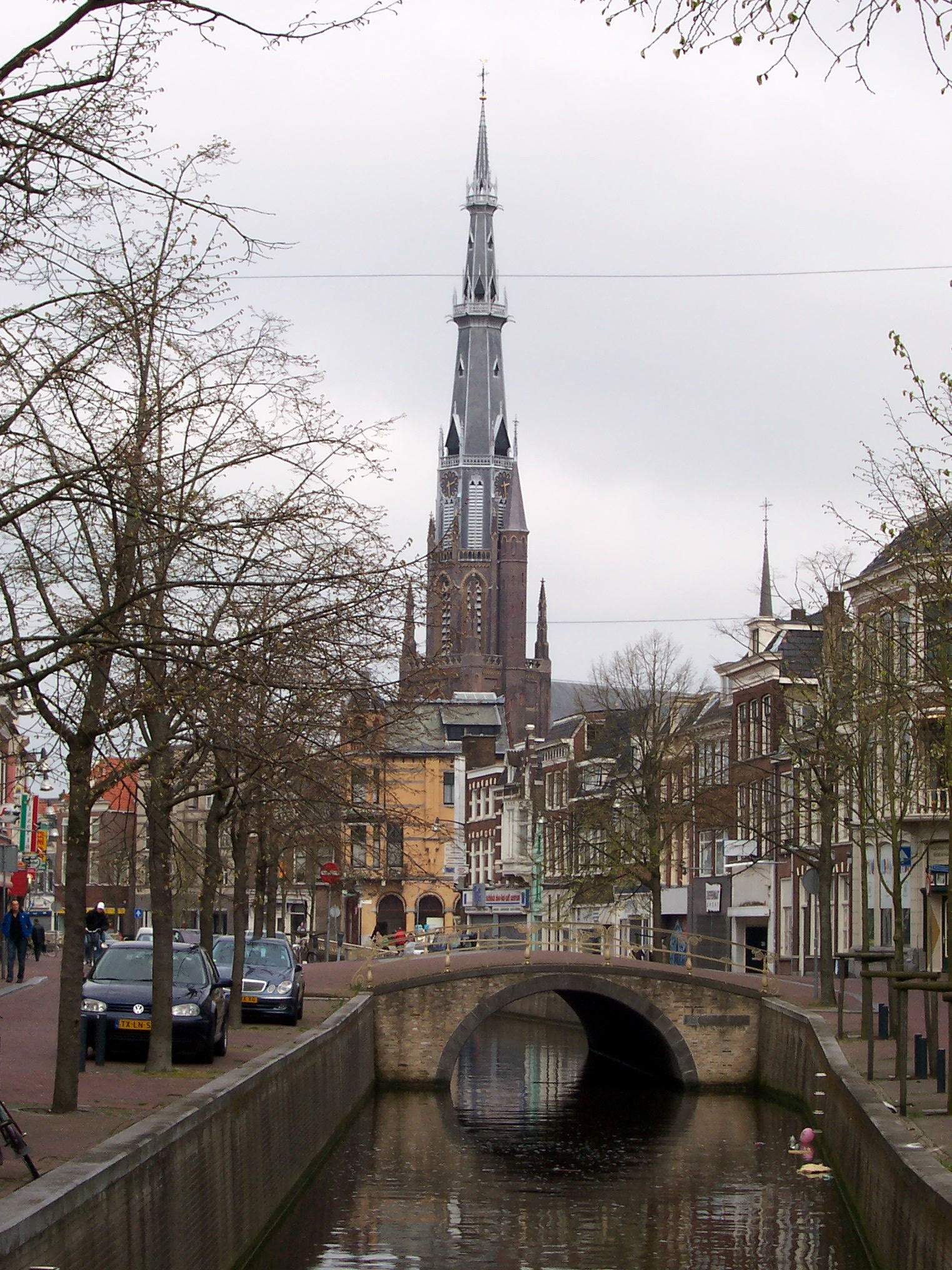
Voorstreek met de kerktoren
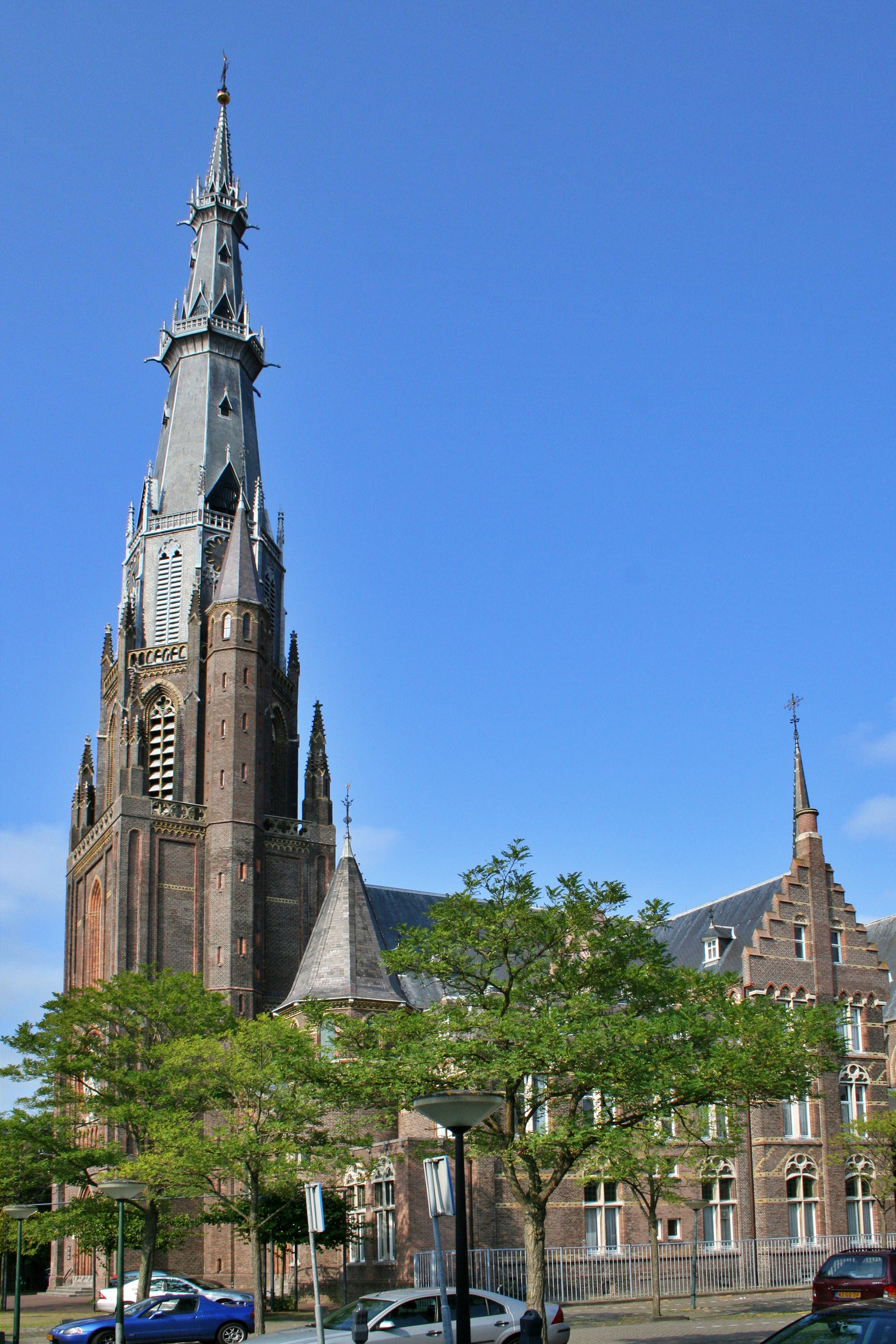
Sint-Bonifatiuskerk, zuidwestzijde

## Interieur

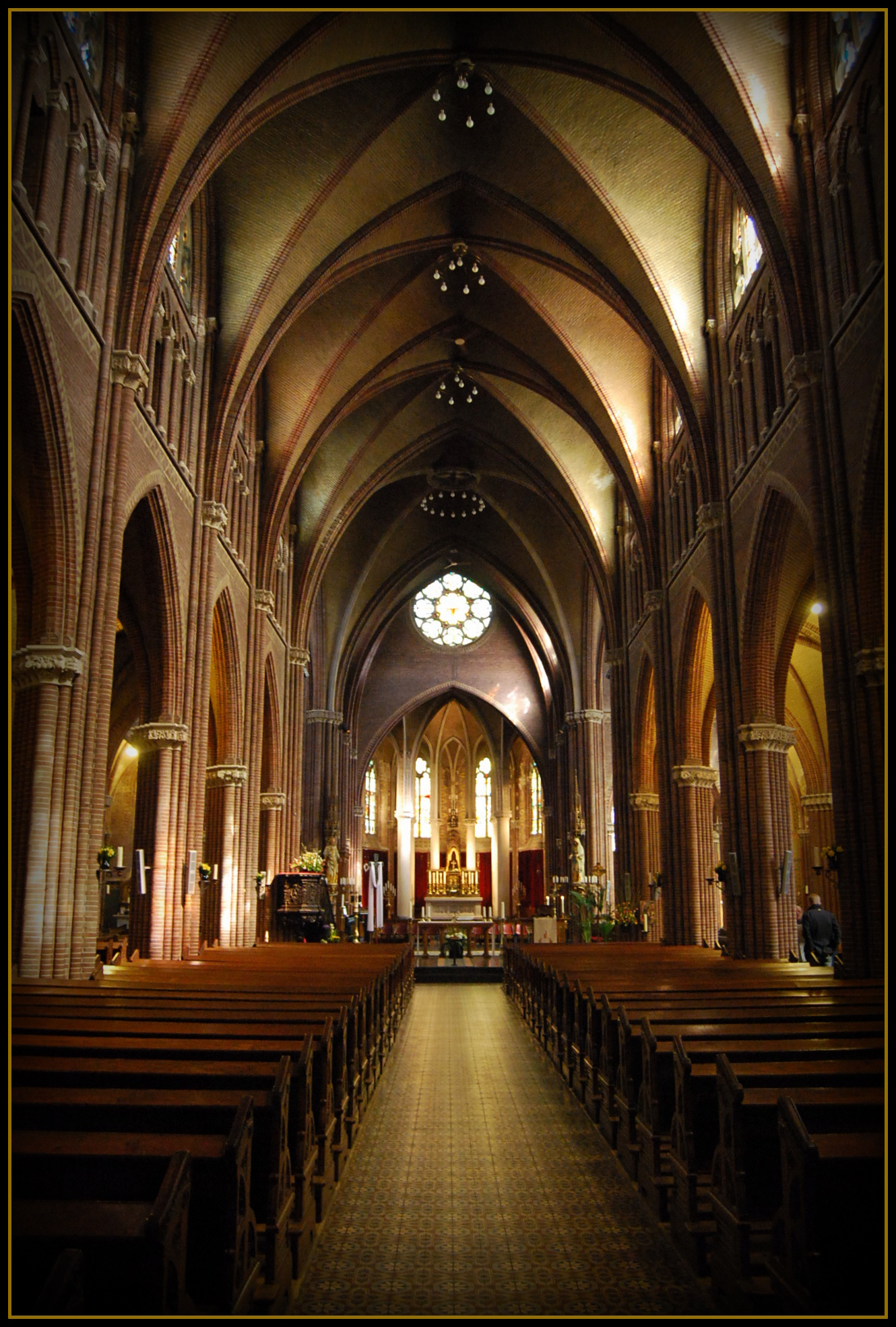
Interieur richting koor
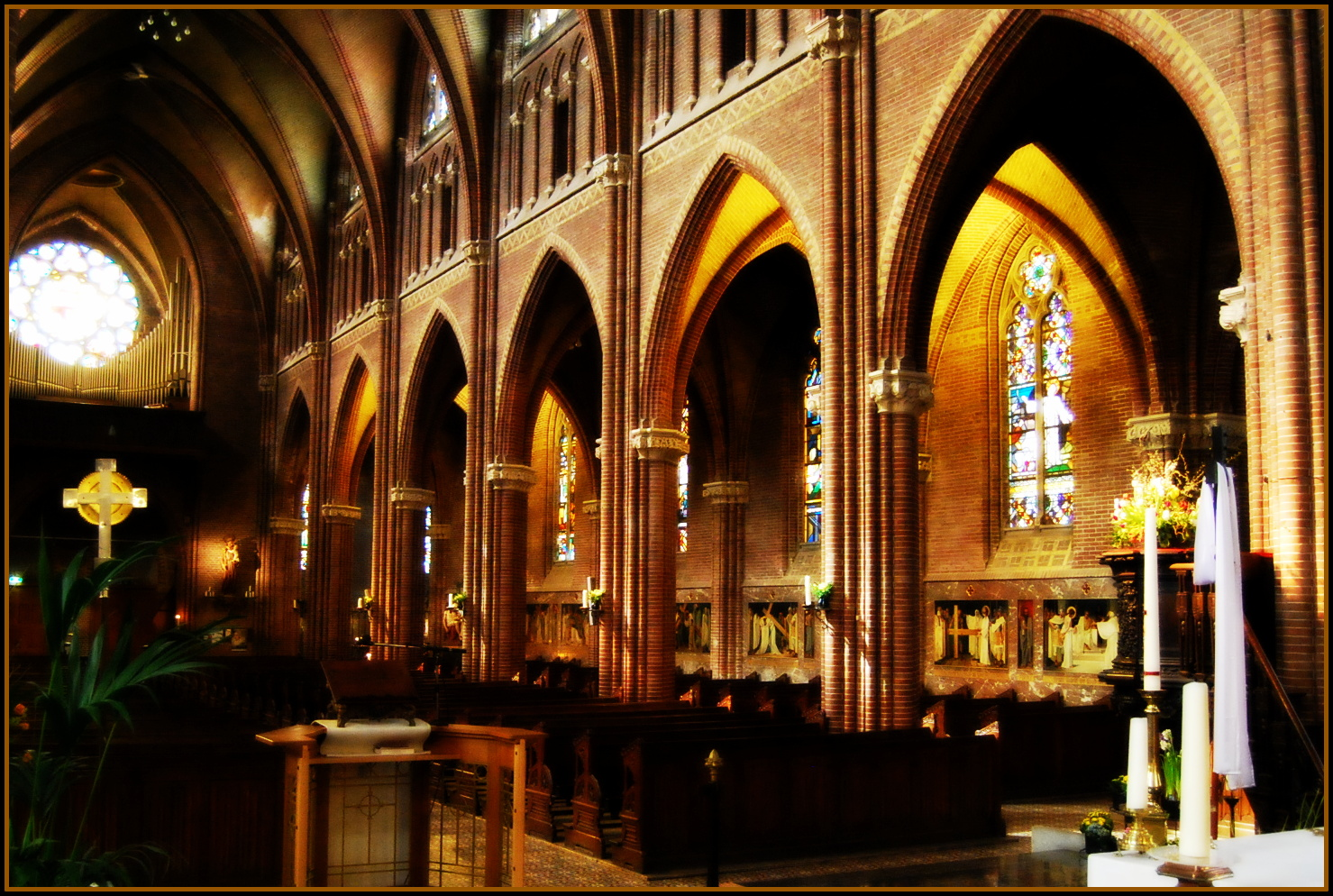
Interieur noordzijde
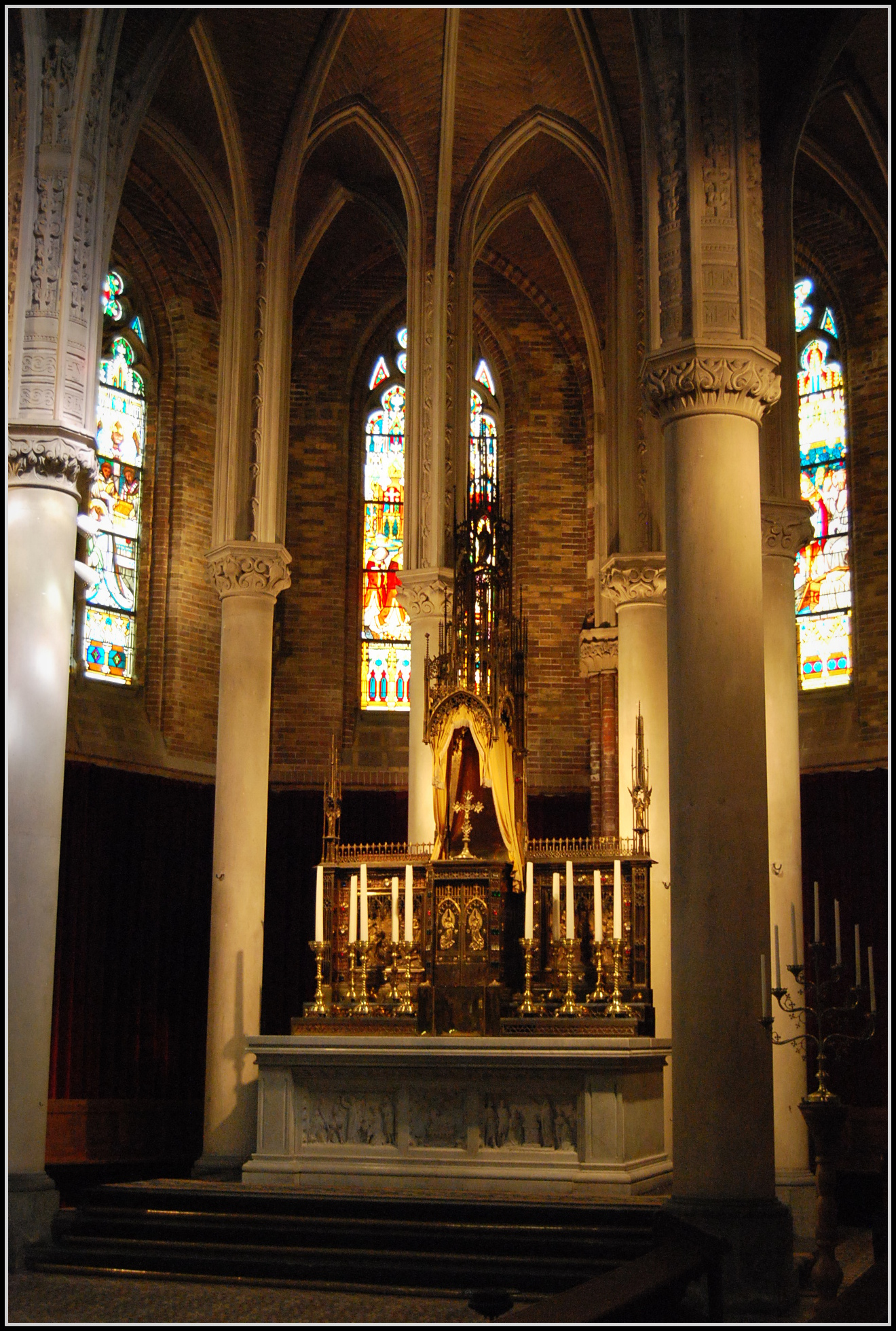
hoogaltaar

## Beelden

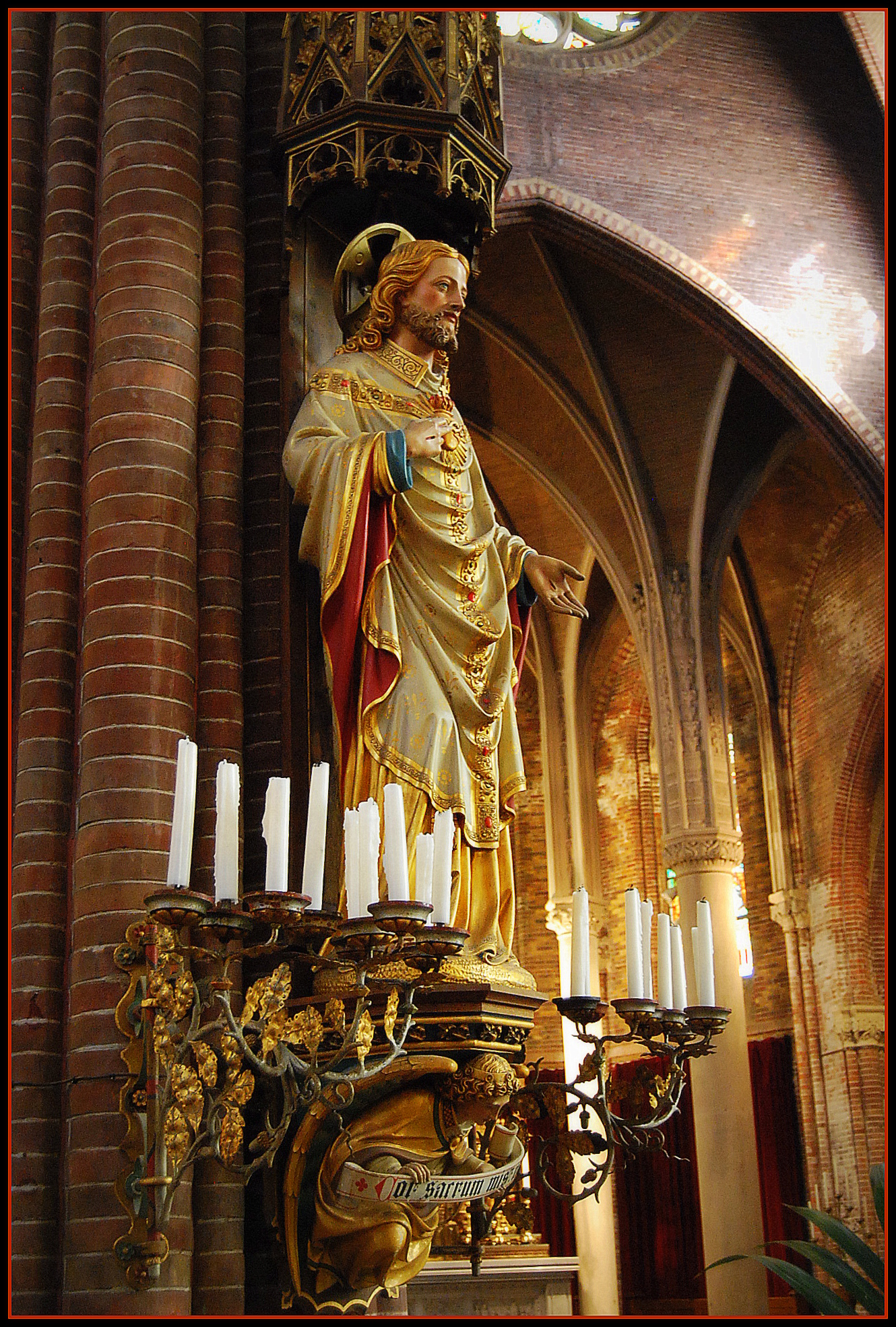
Heilig Hartbeeld van Onze lieve Heer
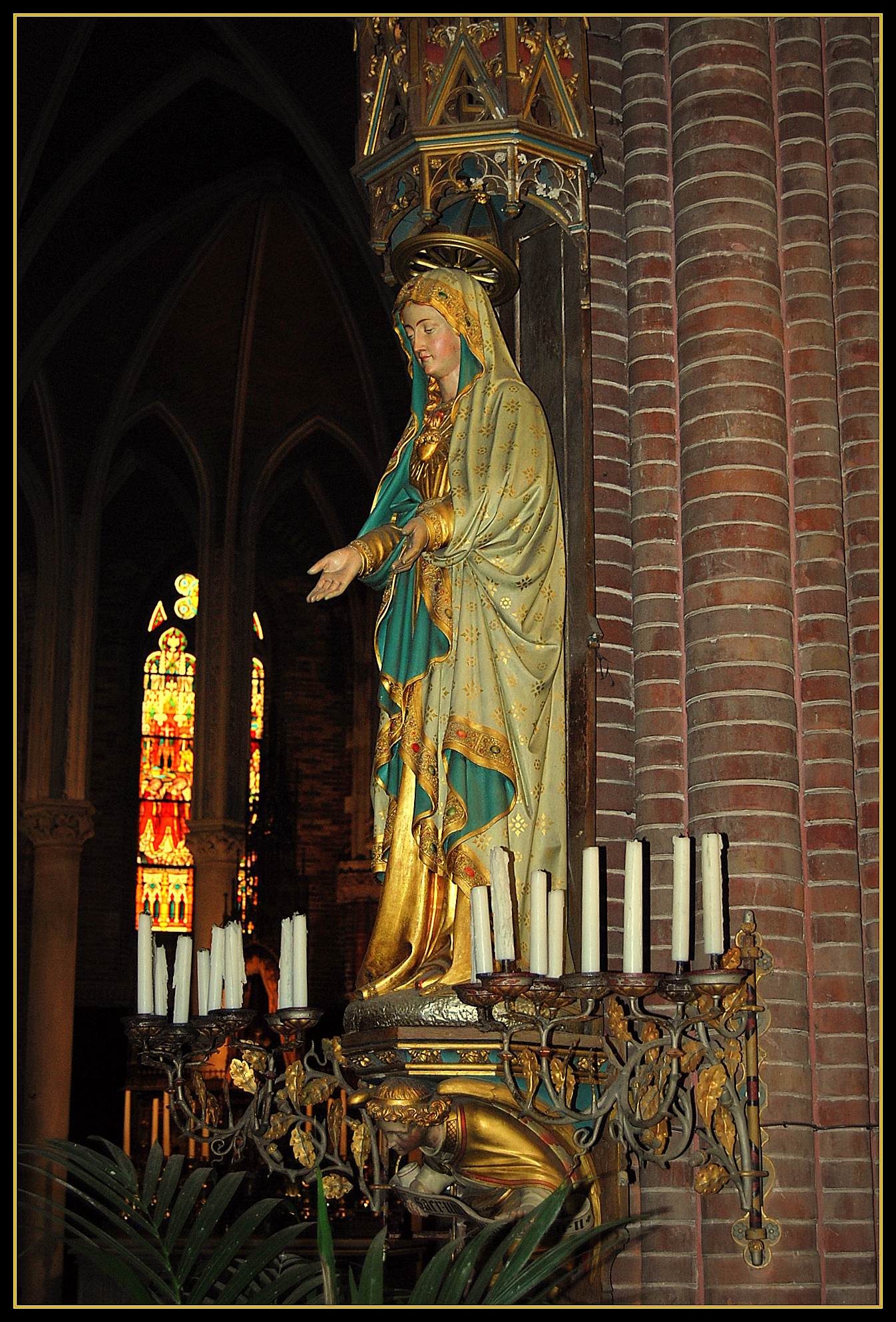
Heilig Hartbeeld van Maria
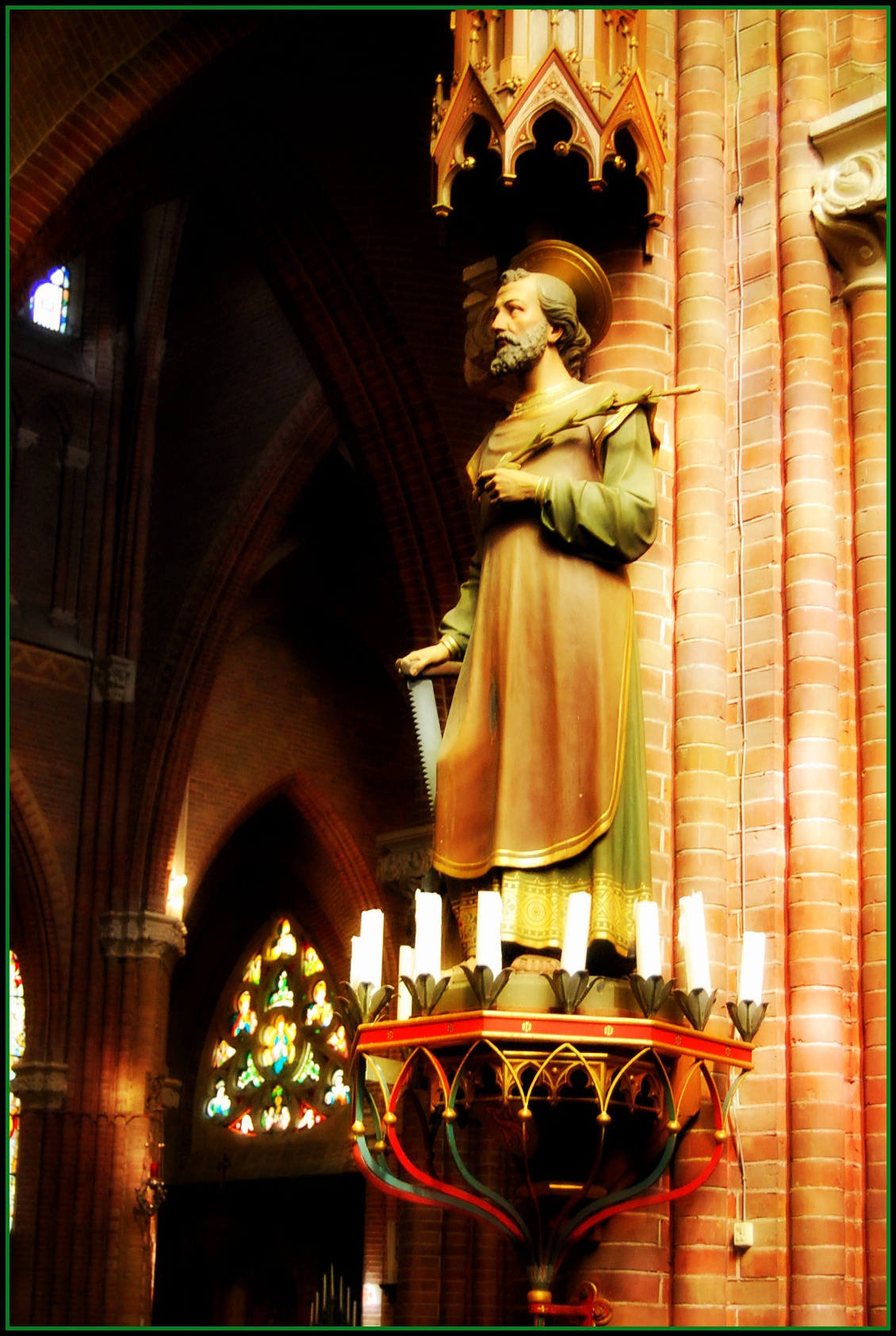
Beeld van Sint Jozef
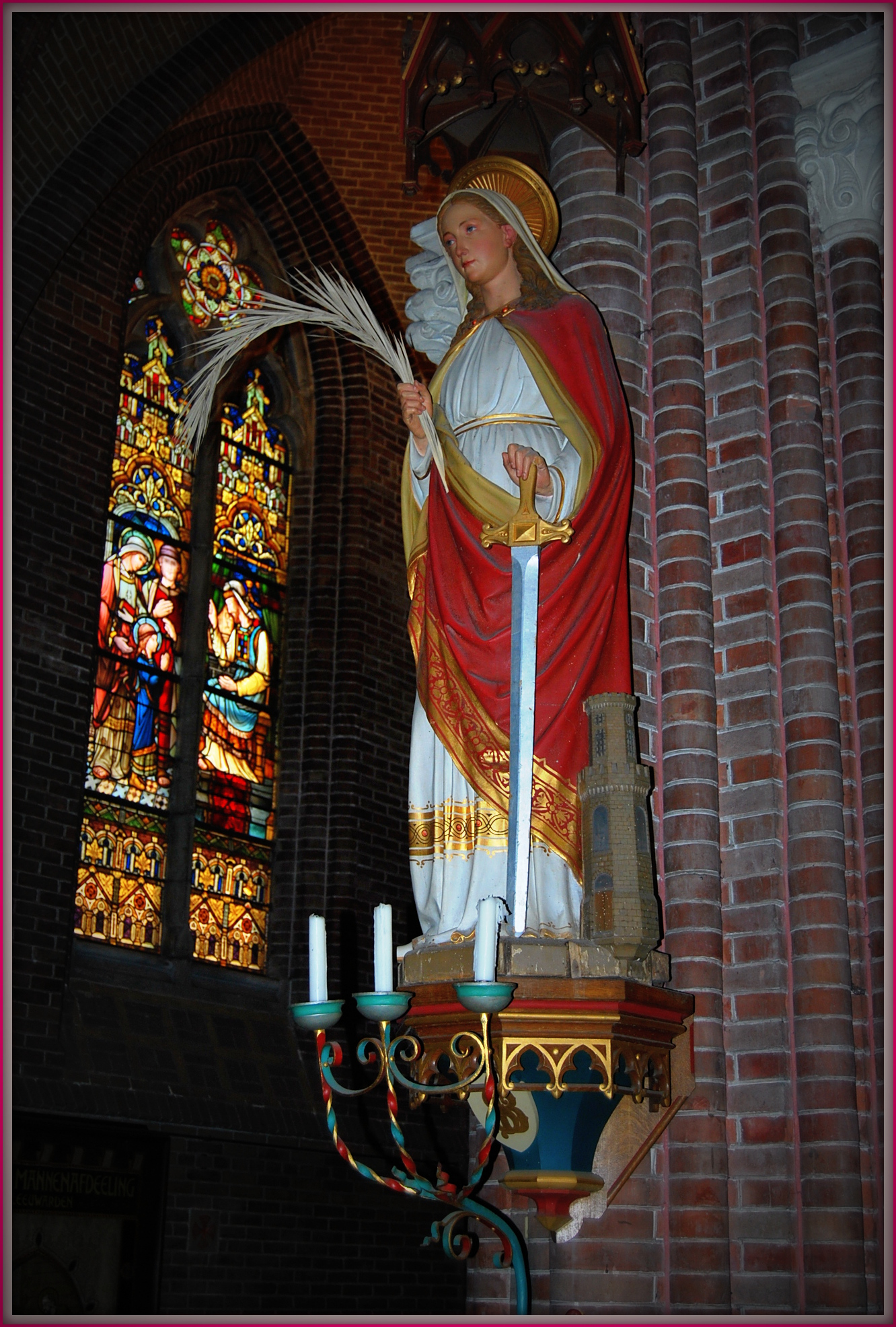
Beeld van Sint Barbara van Nicomedië
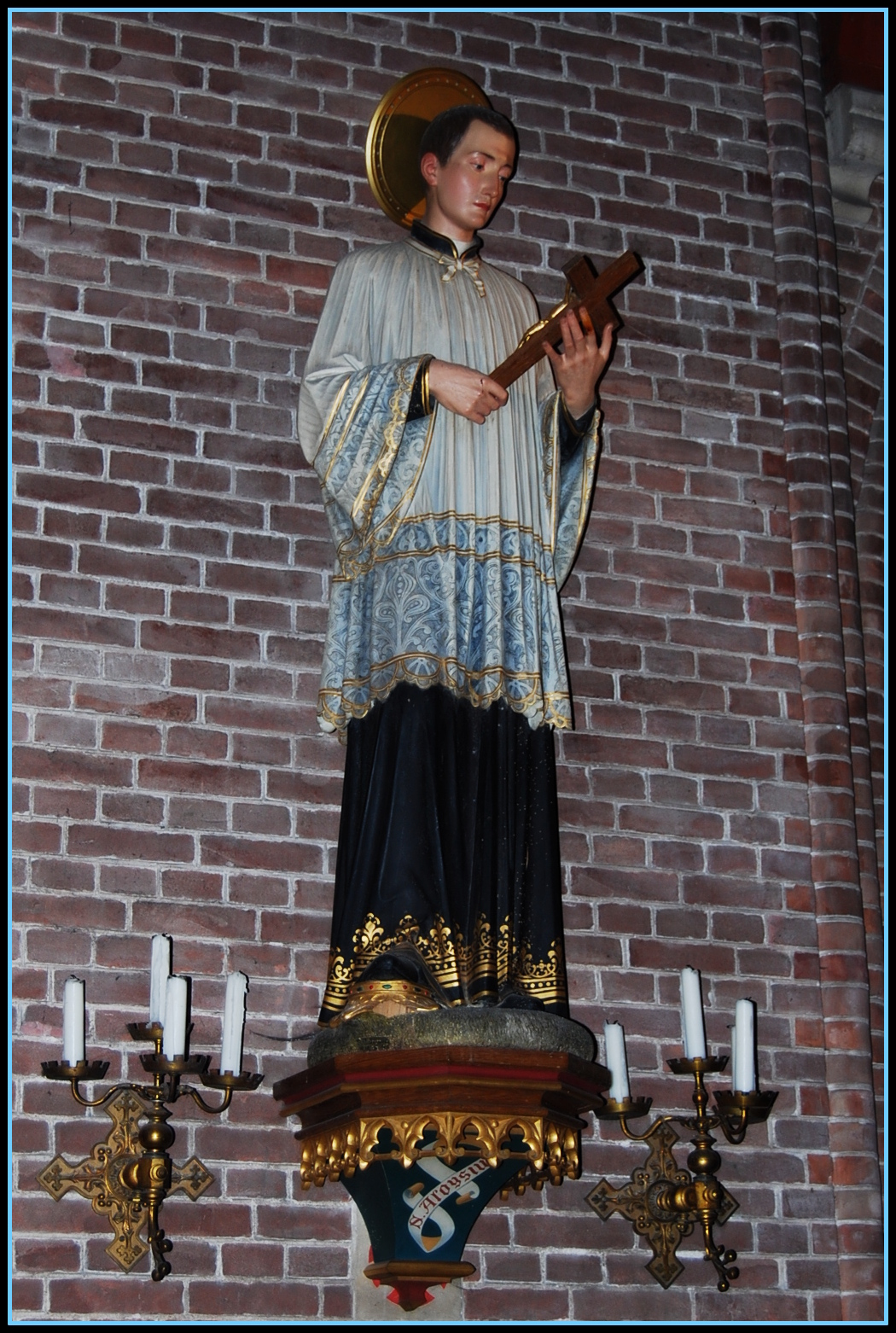
Beeld van Sint Aloysius
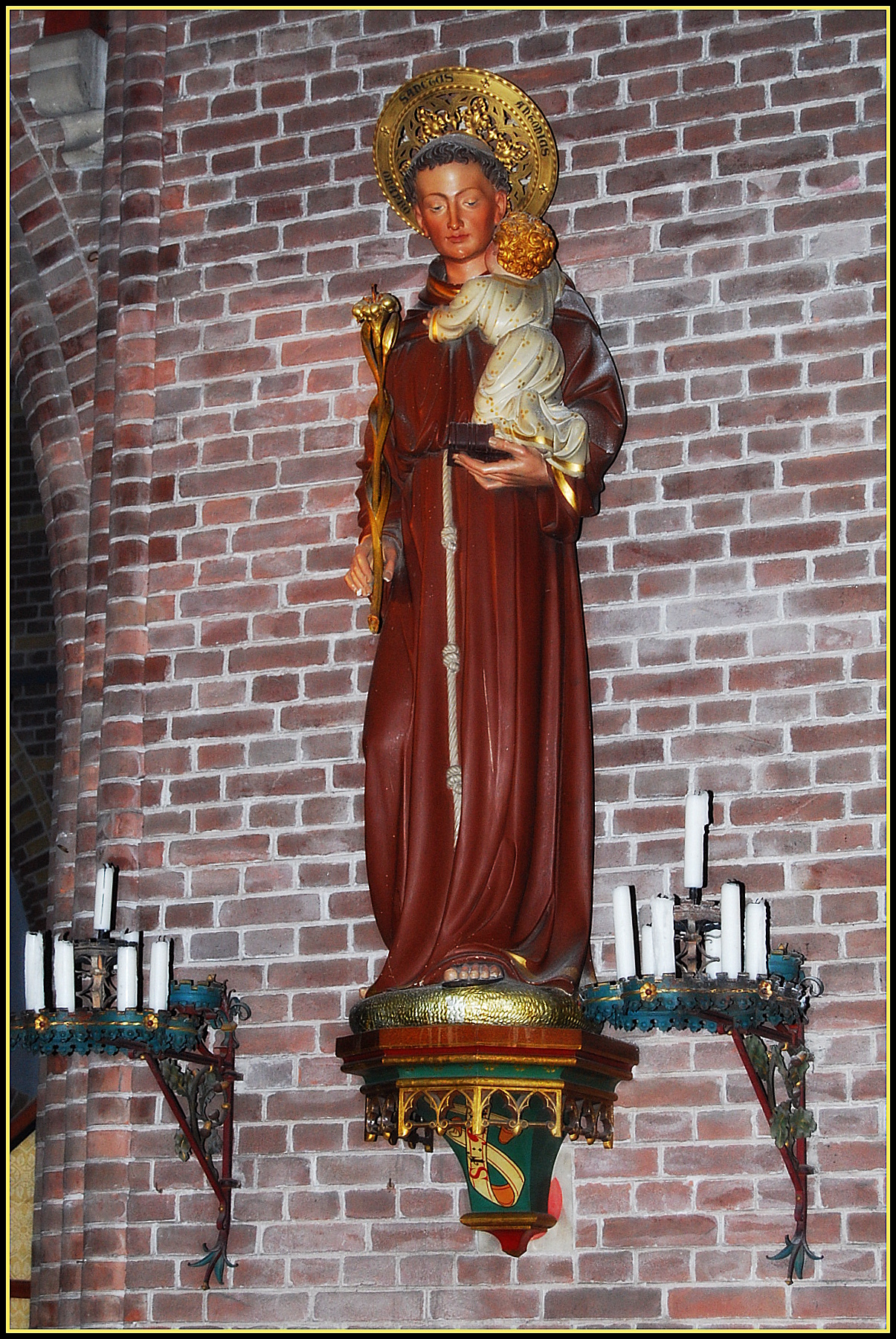
Sint Antonius van Padua
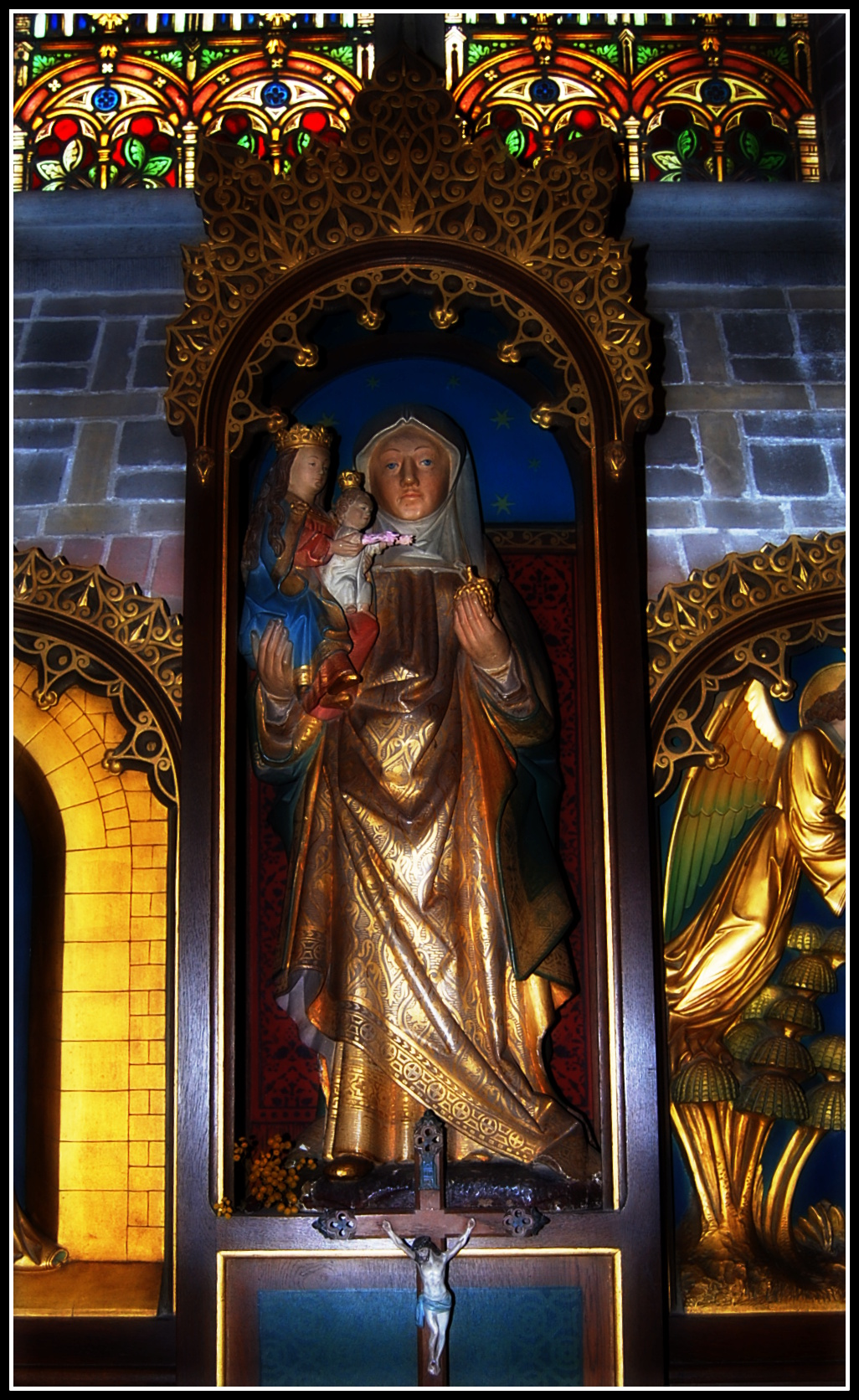
Sint Anna te Drieën
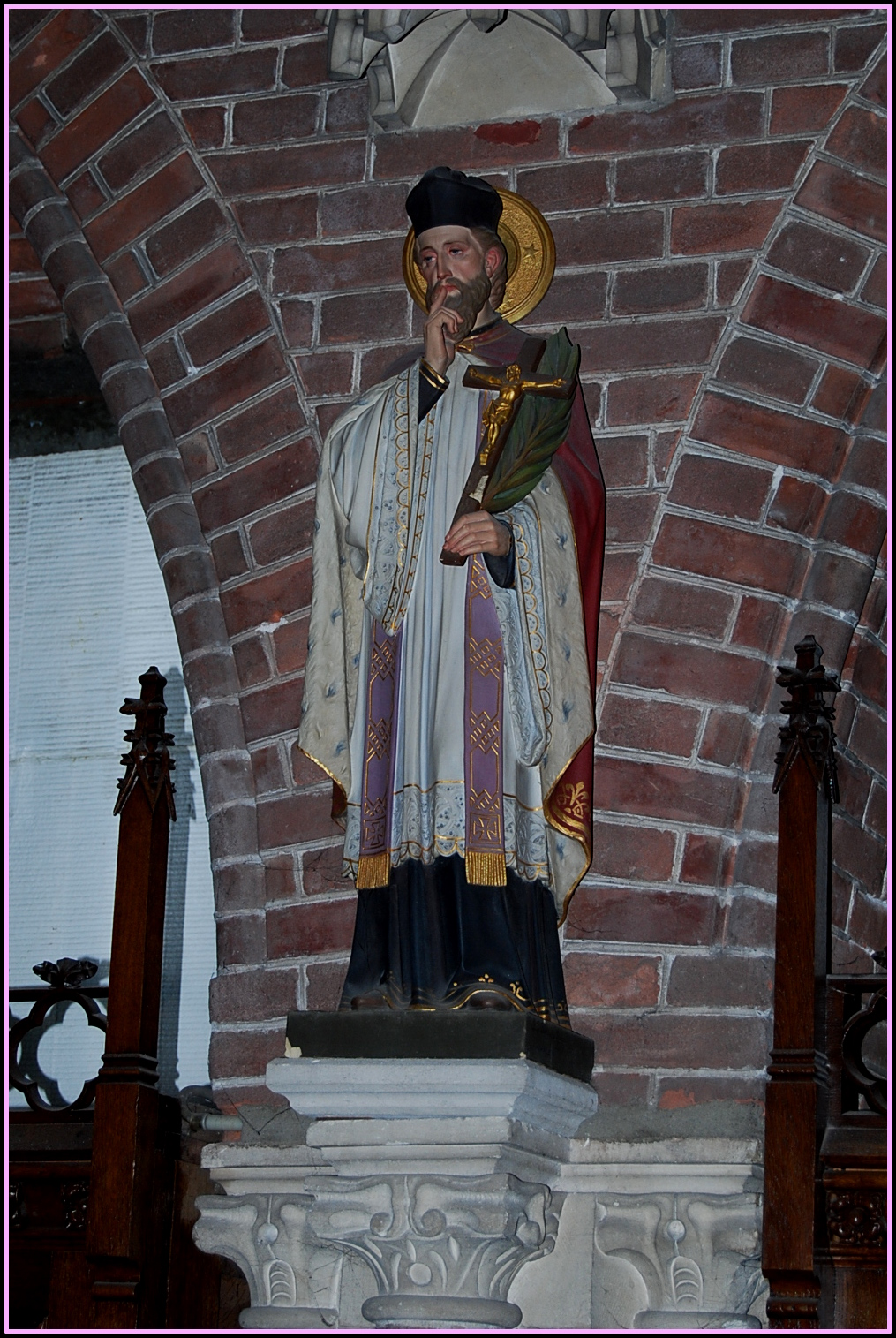
Sint Johannes van Nepomuk
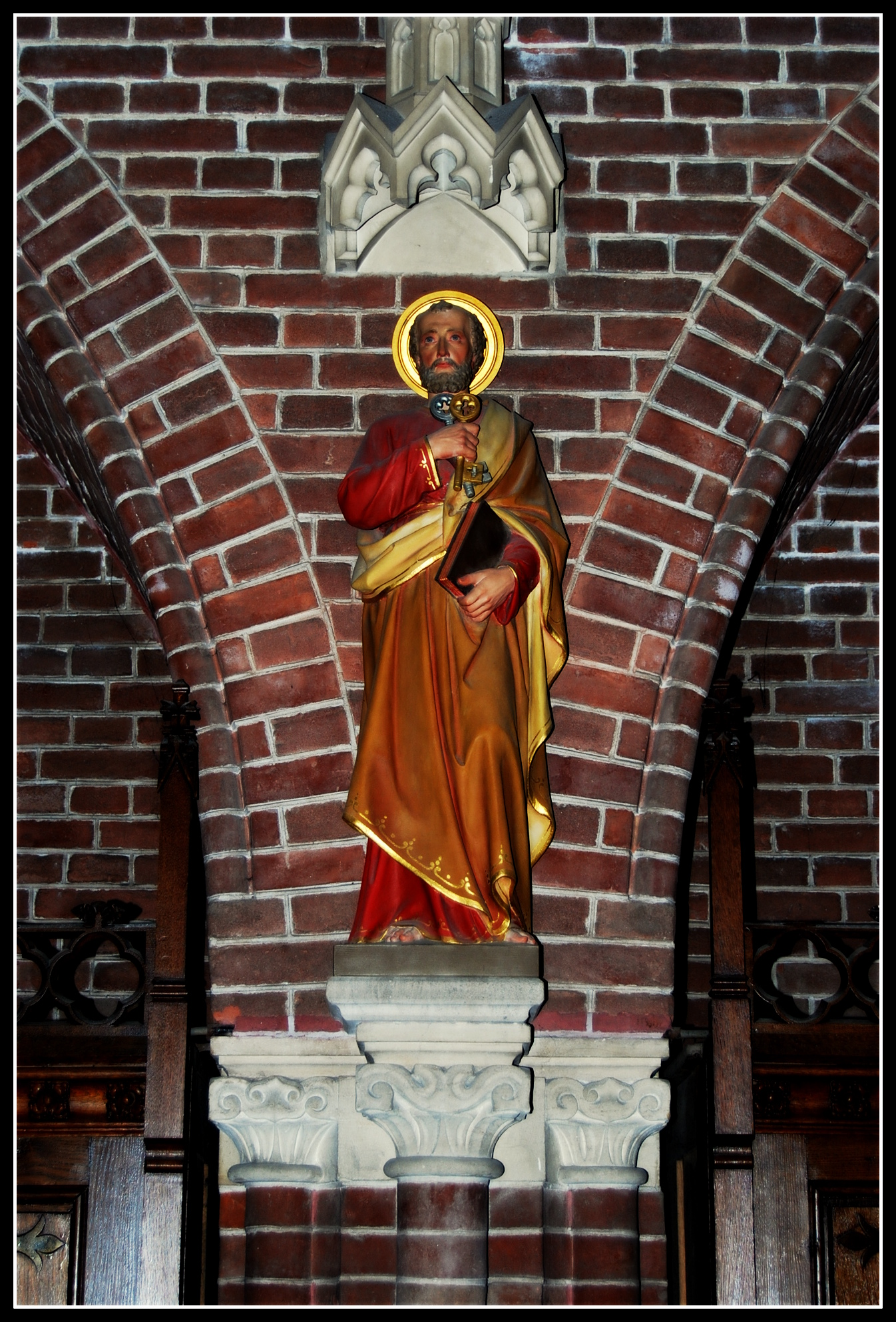
Petrus, rots van de kerk van Christus
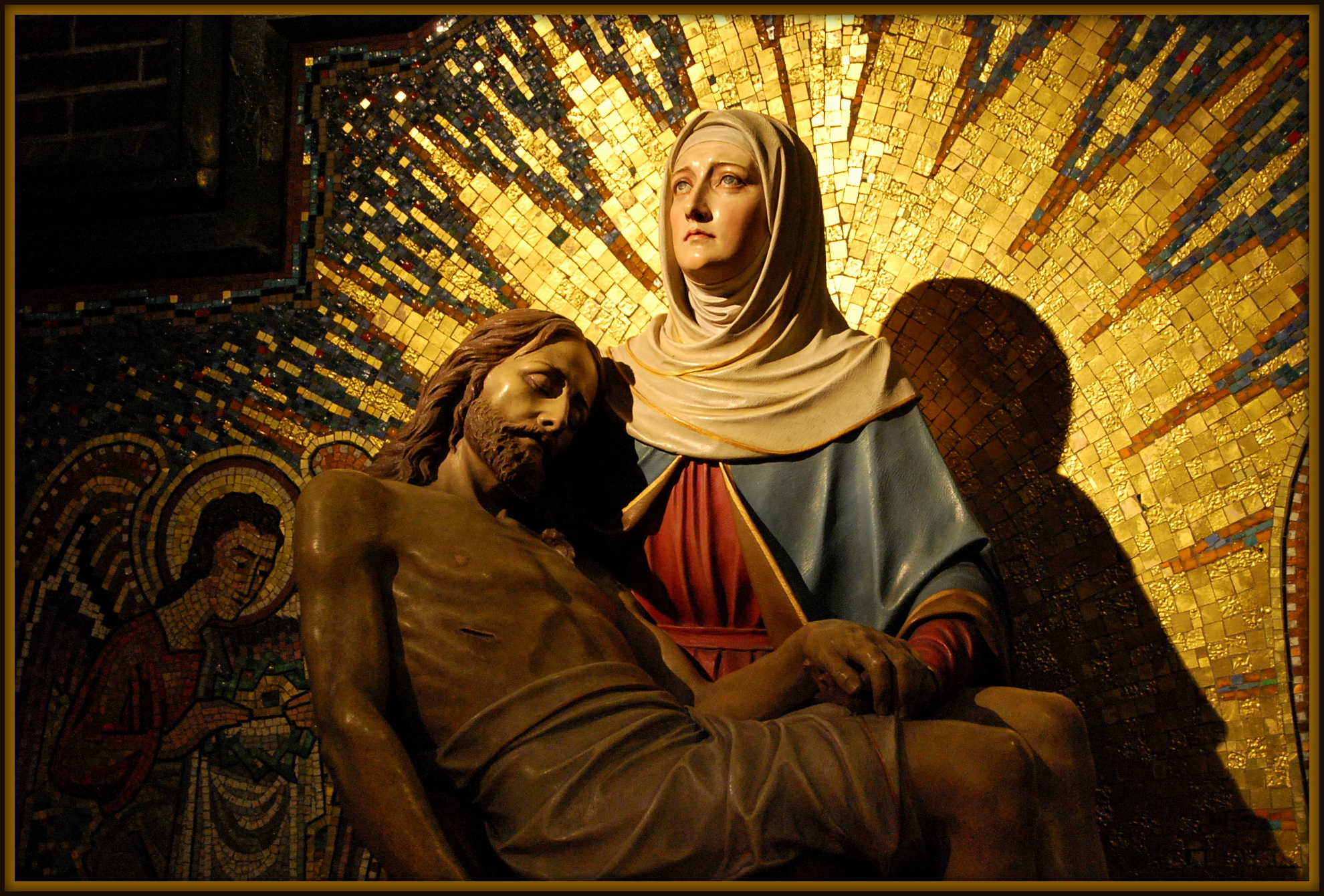
Piëta

## Luidklokken
De kerk heeft in totaal vijf klokken, waarvan er vier in de toren hangen, en één in het vieringtorentje. Oorspronkelijk waren alle klokken gegoten in 1890 door klokkengieterij Petit & Fritsen. Maar tijdens de Tweede Wereldoorlog zijn de klokken gevorderd door de Duitsers, en niet teruggekeerd naar de stad.  Na de oorlog goot klokkengieterij Van Bergen vier nieuwe klokken voor de kerk.  In 2007 werd daar een vijfde klok aan toegevoegd uit de inmiddels gesloten Johannes de Doperkerk. Deze klok werd gegoten in 1949 door Petit & Fritsen. De disposities van de klokken zijn Es1, F1, G1, Bes1, E2.

## Communiebank
De communiebank is gedecoreerd met acht heiligen.

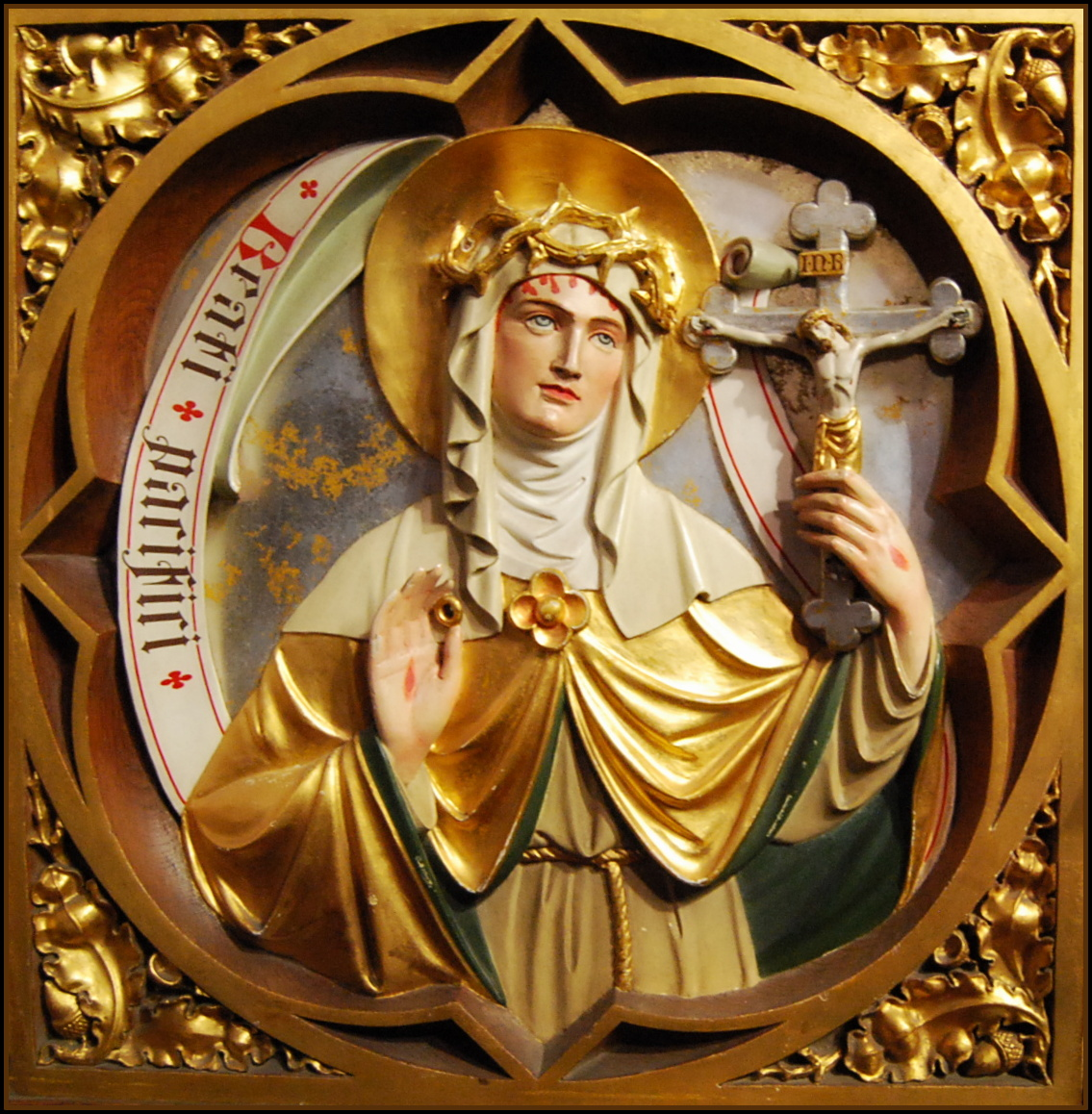
Detail communiebank - Catharina van Siena
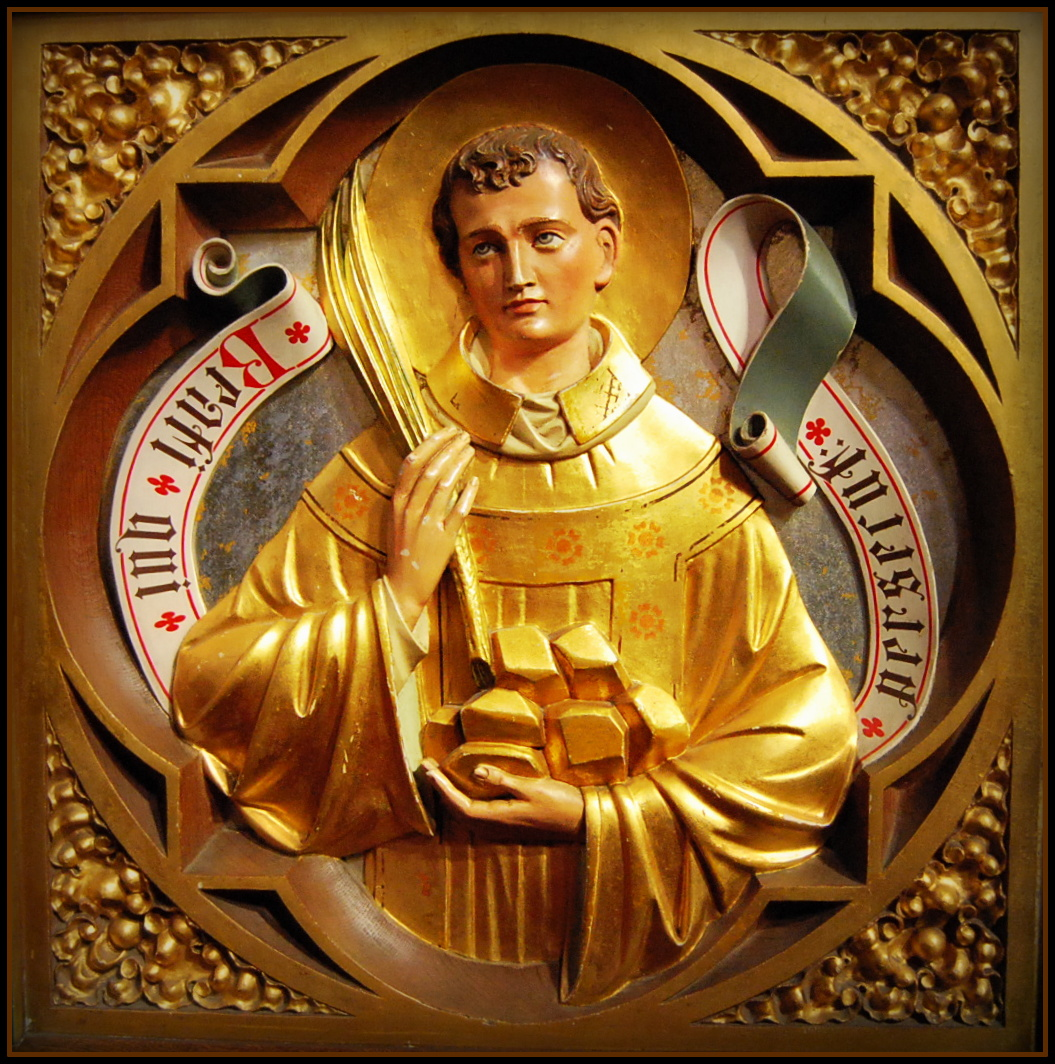
Detail communiebank - De Heilige Stefanus

## Overige afbeeldingen

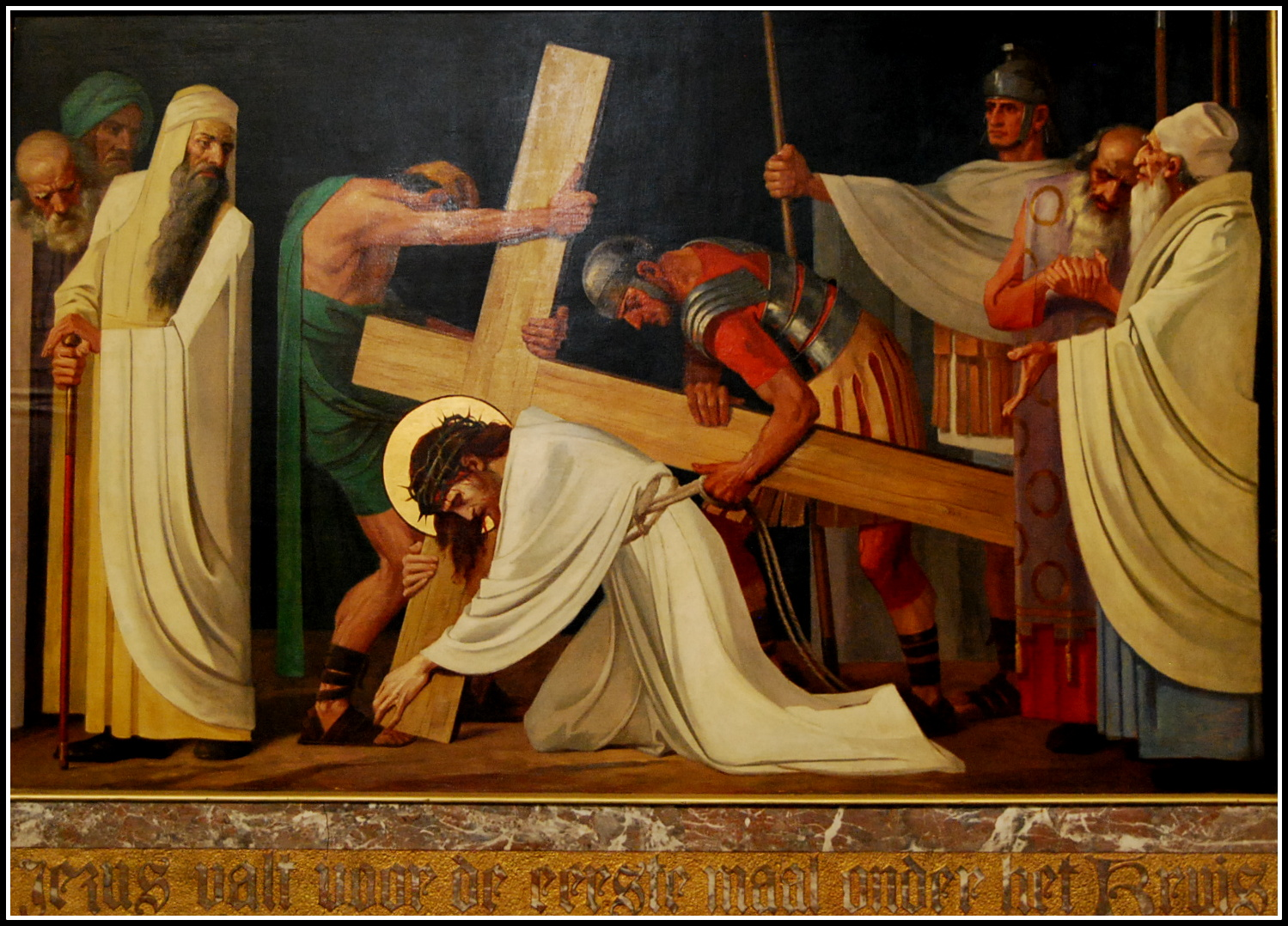
Kruiswegstatie (Beschildering van Wijnand Geraeds)
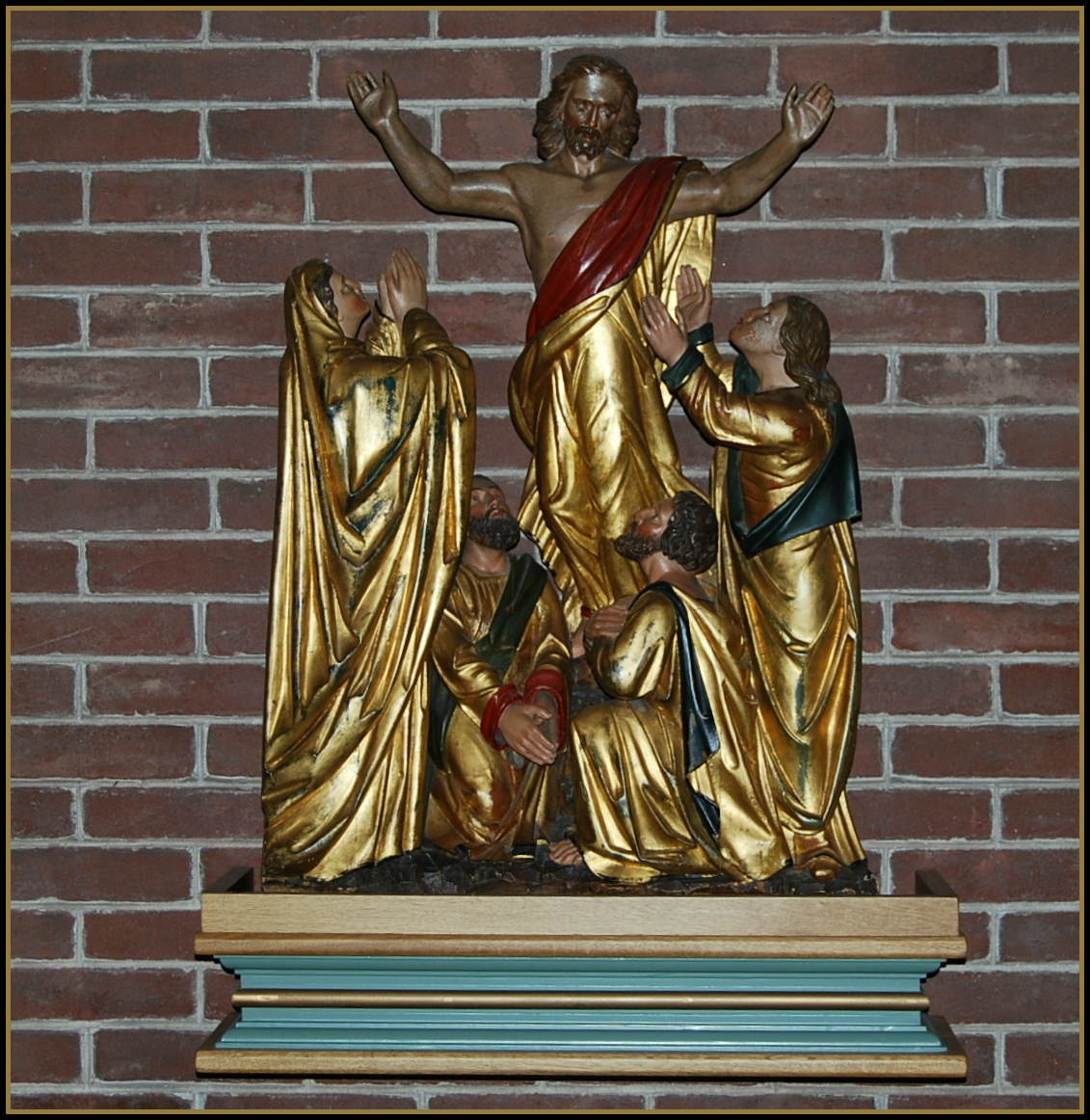
Beeld van Verrijzenis van Christus
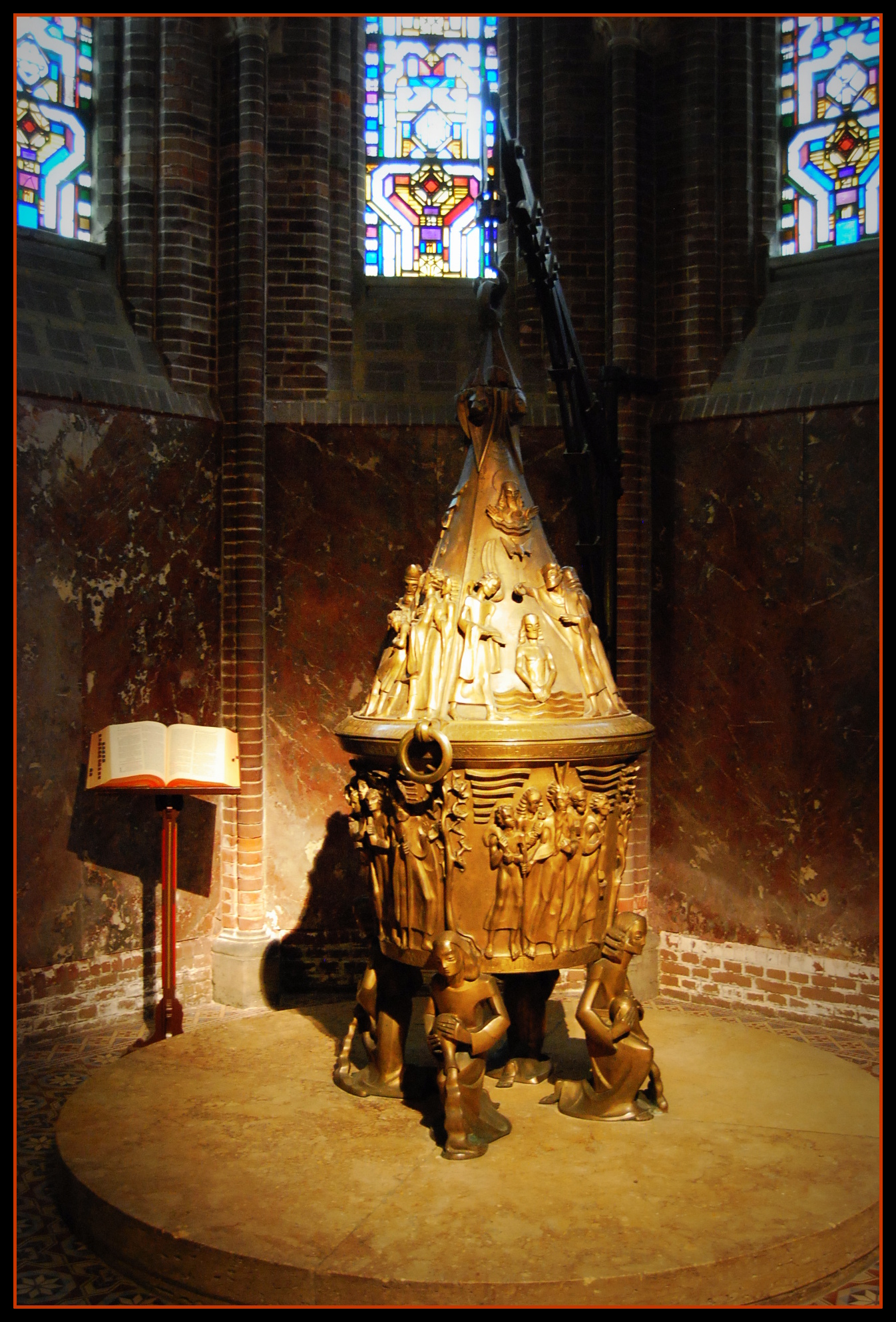
Doopkapel
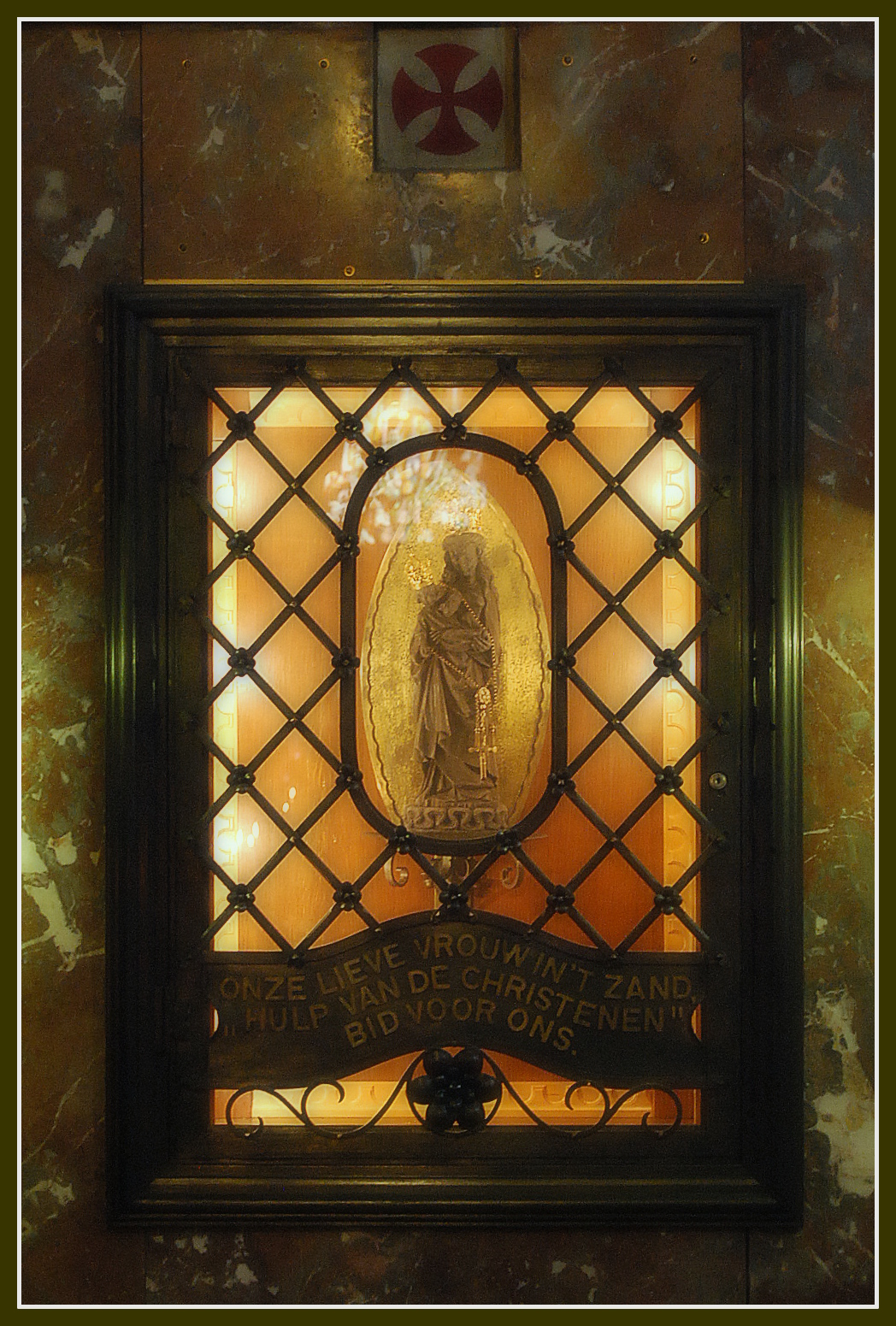
Kopie van beeld Onze Lieve Vrouwe in 't Zand in 1947 geschonken door Monseigneur J.H.G. Lemmens
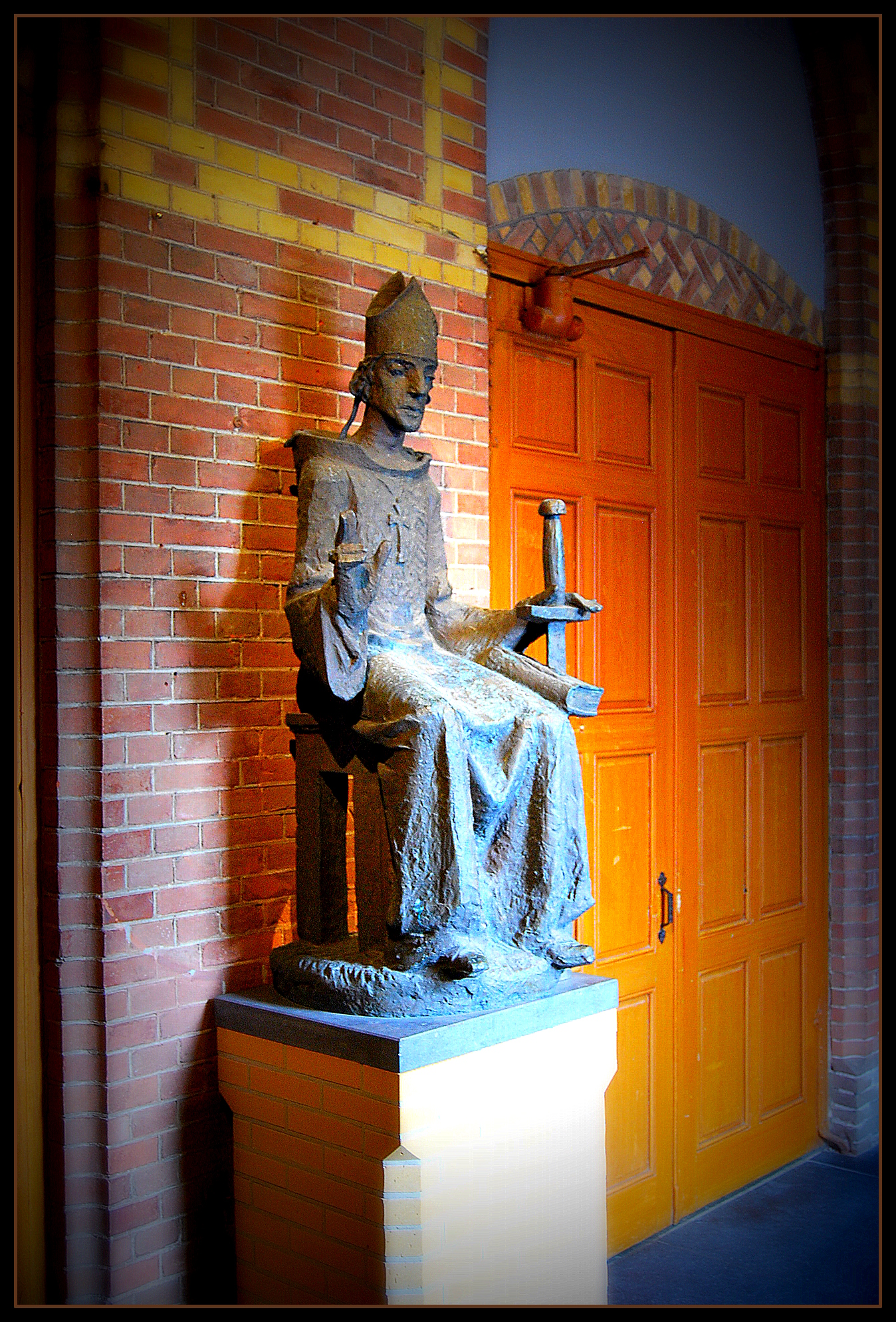
Beeld van Bonifatius in het voorportaal van de kerk afkomstig uit de tuin van het Sint Bonifatius Hospitaal

## Varia
- De kerktoren staat ook afgebeeld op de cd-hoes 'Canta Slauerhoff' (2000) van de Portugese fadozangeres Cristina Branco en tevens was het deze kerk waarin ze de cd opnam en presenteerde.
- Op 27 november 1947 raakte een vliegtuig de toren en verloor een stuk van zijn vleugel. Het vliegtuig kon veilig een noodlanding maken.[1]
- Op 3 januari 1976 waaide de torenspits van de kerk tijdens een orkaanstorm. De torenspits is in 1980 volledig herbouwd.